# Потік (програмування)

Стандартні потоки: для введення, виведення і помилок

В програмуванні термін потік (англ. stream) використовується в кількох значеннях, але у всіх випадках посилаються на послідовність елементів даних, що стають доступними через якийсь час.
- В Unix і споріднених системах, заснованих на мові програмування C, потік — це джерело або призначення даних, зазвичай індивідуальних байтів або знаків. Потоки — це абстракція, що використовується, наприклад при читанні або записі файлів, або при зв'язку з вузлами мережі. Три стандартні потоки передвизначені і доступні для всіх програм. В мові C++ концепція потоків реалізована у бібліотеці iostream і низці похідних від неї.
Файлова система може підтримувати багато іменнованих незалежних потоків для одного файлу. Є один головний потік, який передає нормальні дані з файлу. Додаткові потоки можуть використовуватися, щоб запам'ятати іконки, короткий звіт і індексацію інформації, зональну інформацію (для файлів, що завантажуються) тощо.[1]
- Конвеєри можуть також розумітися, як потоки, також як і будь-яка необмежена (не упакована) інформація, що постачається периферійним пристроєм.
- У мові програмування Scheme і деяких інших, потік — ліниво оцінена або затримана послідовність елементів даних. Потік може використовуватися так само як список, але останні елементи обчислюються тільки тоді, коли потрібно. Тому потоки можуть представити нескінченні послідовності.[2]
- Потокові обчислення, — в паралельному виконанні, особливо в графічній обробці, термін потік застосовується і до апаратних засобів, і до програмного забезпечення. Ним позначають квазі-безперервний потік даних, які обробляються на потоковій мові програмування, щойно програмний стан задовольняє початковій умові потоку.[3]

## Виноски
1. ↑  at MSDN
2. ↑  SRFI 40: A Library of Streams
3. ↑  HiDISC - Hierarchical Decoupled Instruction Stream Computer. Архів оригіналу за 8 січня 2009. Процитовано 15 травня 2009.